# الشراكة الكاملة (كنسية)
الشراكة الكاملة أو الشراكة التامة هي شركة أو علاقة من التفاهم الكامل بين طوائف المسيحية مختلفة تشترك في بعض المبادئ الأساسية للاهوت المسيحي. تختلف وجهات النظر بين الطوائف حول ماهيّة الشركة الكاملة، ولكن بشكل عام ما تكون طائفتان أو أكثر في شركة كاملة، فإن هذا يتيح مشاركة الطقوس والاحتفالات، مثل القربان المقدس، بين المصلين أو رجال الدين من أي طائفة منهم وبموافقة كاملة من جميعهم.

## التعريف والمصطلحات
من وجهة نظر مجلس الكنائس العالمي، وهو منظمة مشتركة بين الكنائس تضم «معظم الكنائس الأرثوذكسية في العالم، وعشرات الكنائس الأنجليكانية والمعمدانية واللوثرية والميثودية والإصلاحية، فضلاً عن العديد من الكنائس الموحدة والمستقلة»، «يتحقق هدف البحث عن الشركة الكاملة عندما تكون جميع الكنائس قادرة على التعرف على الكنيسة الواحدة المقدسة والجامعة والرسولية في بعضها البعض»، وهي شركة «معطاة ومُعبر عنها في الاعتراف المشترك للرسوليي الإيمان؛ حياة سرّية مشتركة تدخلها المعمودية الواحدة ويتم الاحتفال بها معاً في شركة إفخارستية واحدة؛ حياة مشتركة يتم فيها الاعتراف والمصالحة إتجاه كل الأعضاء وكل رجال الدين؛ ورسالة مشتركة تشهد لجميع الناس على إنجيل نعمة الله وخدمة كل الخلق».

## كنيسة المسيح المتحدة
تُعرِّف كنيسة المسيح المتحدة (UCC) الشركة الكاملة على أنها: «الكنائس المنقسمة التي تعترف بأسرار بعضها البعض وتوفر النقل المنظم لرجال الدين من طائفة إلى أخرى».
كنيسة المسيح المتحدة في شراكة كاملة مع أعضاء التحالف العالمي للكنائس المُصلَحة، واتحاد الكنائس الإنجيلية في ألمانيا، والكنيسة المشيخية في الولايات المتحدة، والعديد من الدول الأخرى في أمريكا الشمالية وأماكن أخرى.

## شركة أنجليكانية
تميز الشركة الأنجليكانية بين الشركة الكاملة والشركة بين المجتمعات. وهو يطبق المصطلح الأول على الحالات «حيث توجد بين كنيستين، وليست من نفس العائلة المذهبية أو الطائفية، جماعة غير مقيدة في المقدسات بما في ذلك الاعتراف المتبادل وقبول الخدمات»، والمصطلح الثاني على الحالات «حيث توجد درجات متفاوتة من العلاقات الأخرى. من الشركة الكاملة التي يتم تأسيسها باتفاق بين كنيستين».
يختلف هذا التمييز عن التمييز الذي تقوم به الكنيسة الكاثوليكية بين الشركة الكاملة والجزئية من حيث أن المفهوم الأنجليكاني للتواصل بين الكنائس يعني ضمناً اتفاقاً رسمياً دخلت فيه الكنائس المعنية.
كما هو الحال مع التقاليد البروتستانتية الأخرى، يختلف الفهم الأنجليكاني للشراكة الكاملة عن فهم الكنيسة الرومانية الكاثوليكية والأرثوذكسية الشرقية، اللتين تعتبران أن الشركة الكاملة بين الكنائس تنطوي على أن تصبحا كنيسة واحدة.
بالإضافة إلى ذلك، تعترف الشركة الأنجليكانية بإمكانية الشركة الكاملة بين بعض المقاطعات أو الكنائس الأعضاء فيها والكنائس الأخرى، دون أن تشارك الشركة الأنجليكانية بأكملها في تلك العلاقة. مثال على ذلك شركة بورفو، التي تتكون بشكل كبير من الكنائس الإنجيلية اللوثرية.

## الكنيسة الكاثوليكية

### الشركة الكاملة والجزئية
تميز الكنيسة الكاثوليكية بين الشركة الكاملة والجزئية: حيث توجد الشركة الكاملة، توجد كنيسة واحدة فقط. من ناحية أخرى، توجد الشركة الجزئية حيث تشترك بعض عناصر الإيمان المسيحي، لكن الوحدة الكاملة في الأساسيات مفقودة.
وبناءً على ذلك، فهي ترى نفسها في شركة جزئية مع البروتستانت وفي شركة أقرب بكثير، لكنها لا تزال غير كاملة، مع الكنائس الأرثوذكسية.
عبرت الكنيسة الكاثوليكية عن هذا التمييز في وثائق عدة مثل مرسوم المجمع الفاتيكاني الثاني حول الحركة المسكونية، والذي ينص على ما يلي: «الرجال الذين يؤمنون بالمسيح ويَتَعَمَّدون حقاً هم في شركة مع الكنيسة الكاثوليكية على الرغم من أن هذه الشركة غير كاملة»

## الأرثوذكسية الشرقية وكنيسة الشرق
لدى الأرثوذكس الشرقيين فهم معين لما تعنيه الشركة الكاملة وهو مشابه جداً لفهم الكنيسة الكاثوليكية له.
على الرغم من عدم وجود شخصية واحد لرئاسة الكنيسة كما عند الكاثوليك في البابا، إلا أنهم يرون كل من كنائسهم على أنها تجسيد، على التوالي، للكنيسة الواحدة المقدسة الجامعة الرسولية.
هم أيضًا يعتبرون الشركة الكاملة شرطًا أساسيًا للمشاركة في الإفخارستيا.
يعمل البطريرك المسكوني للقسطنطينية كمتحدث باسم هذه الكنائس، على الرغم من عدم امتلاكه لسلطة مماثلة لسلطة البابا الروم الكاثوليك.

## الكنائس الأرثوذكسية المشرقية
لدى الكنائس الأرثوذكسية المشرقية فهم مشابه للشركة مثل الكنيسة الأرثوذكسية الشرقية والكنيسة الرومانية الكاثوليكية. لا يوجد زعيم لجميع الكنائس الأرثوذكسية المشرقية. جميع الكنائس داخل الكنائس الأرثوذكسية المشرقية مستقلة وتعمل وتعمل بمفردها كما حال الكنائس الأرثوذكسية الشرقية. جميع الكنائس الأرثوذكسية المشرقية في شركة كاملة مع بعضها البعض ولكن ليس مع الكنيسة الكاثوليكية ولا الكنائس الأرثوذكسية الشرقية.
الكنائس الأرثوذكسية المشرقية هي:
- الكنيسة السريانية الأرثوذكسية في أنطاكية
- الكنيسة القبطية الأرثوذكسية بالإسكندرية
- الكنيسة الرسولية الأرمنية
- كنيسة التوحيد الأرثوذكسية الإريترية
- كنيسة التوحيد الأرثوذكسية الإثيوبية
- كنيسة مالانكارا الأرثوذكسية السورية

## كنائس أخرى
الكنائس أو الطوائف التي تسمح بشركة مفتوحة لجميع الأشخاص الذين يعتبرون أنفسهم «مؤمنين مسيحيين» بالمشاركة، دون أي ترتيب للشركة الكاملة مع الكنيسة الأخرى أو الطائفة المعنية، ولا تتطلب ترتيبًا يتضمن قابلية التبادل لرجال الدين المعينين.